# Lossiemouth F.C.
Lossiemouth Football Club là một câu lạc bộ bóng đá đến từ Lossiemouth, Moray, Scotland, hiện đang thi đấu ở Highland Football League.
Thành lập năm 1945, họ được chấp thuận vào Highland League một năm sau đó và thi đấu trong giải từ đó đến nay. Đội bóng chơi trên sân nhà Grant Park. Theo truyền thống đội bóng luôn luẩn quẩn cuối bảng xếp hạng, nhưng Lossiemouth lại đạt được nhiều thành công tại các giải cup, gồm cú ăn ba North of Scotland Cup và chiến thắng ở phút cuối tại Highland League Cup trước Fraserburgh.
Lossiemouth là thành viên của Hiệp hội bóng đá Scotland, nên được phép thi đấu Scottish Cup. Hiện tại Charles Charlesworth là huấn luyện viên trưởng của đội bóng.

## Đội hình chính
Ghi chú: Quốc kỳ chỉ đội tuyển quốc gia được xác định rõ trong điều lệ tư cách FIFA. Các cầu thủ có thể giữ hơn một quốc tịch ngoài FIFA.
| Số | VT | Quốc gia | Cầu thủ          |
| -- | -- | -------- | ---------------- |
| —  | TM | Scotland | Connor Hall      |
| —  | TM | Scotland | Michael Miele    |
| —  | HV | Scotland | Tony Ross        |
| —  | HV | Scotland | Chris Ross       |
| —  | HV | Scotland | Sam Milton       |
| —  | HV | Scotland | Greig Watson     |
| —  | HV | Scotland | Ally Bellingham  |
| —  | HV | Scotland | Ryan Farqhar     |
| —  | HV | Scotland | Scott Miller     |
| —  | HV | Scotland | Bryan Bell       |
| —  | HV | Scotland | Stephen McKenzie |
| —  | HV | Scotland | Scott Dunn       |
| —  | HV | Scotland | Mark Smith       |
| —  | HV | Scotland | Grant Mitchell   |
| —  | HV | Scotland | Jordan Main      |
| —  | TV | Scotland | Gary MacDonald   |
| —  | TV | Scotland | Kevin Flett      |
| —  | TV | Scotland | Martin McMullan  |

| Số | VT | Quốc gia   | Cầu thủ          |
| -- | -- | ---------- | ---------------- |
| —  | TV | Scotland   | Kevin Grant      |
| —  | TV | Scotland   | Finlay Stables   |
| —  | TV | Anh        | Willie Mathers   |
| —  | TV | Scotland   | Darren Bailey    |
| —  | TV | Scotland   | Callum Dunbar    |
| —  | TV | Scotland   | Garry McDonald   |
| —  | TV | Scotland   | Jordan McBain    |
| —  | TV | Scotland   | Connor MacAuley  |
| —  | TV | Scotland   | Scott Wilson     |
| —  | TĐ | Bồ Đào Nha | Joao Rodrigues   |
| —  | TĐ | Scotland   | Ross Archibald   |
| —  | TĐ | Scotland   | Scott Matheson   |
| —  | TĐ | Scotland   | Shawn Scott      |
| —  | TĐ | Scotland   | Scott McIntosh   |
| —  | TĐ | Scotland   | Matthew Davidson |
| —  | TĐ | Scotland   | Ryan Farquhar    |
| —  | TĐ | Scotland   | Scott Gordon     |
| —  | TĐ | Scotland   | Ryan Green       |

## Danh hiệu
- Highland League Cup:
  - Vô địch (2): 1961–62, 1996–97
- North of Scotland Cup:
  - Vô địch (5): 1994–95, 1995–96, 1996–97, 2000–01, 2002–03
- Scottish Supplementary Cup (North):
  - Vô địch (1): 1956–57
- Nairn & District Cup:
  - Vô địch (2): 1946–47, 1948–49